# Otothyropsis biamnicus
Otothyropsis biamnicus es una especie de pez siluriforme de agua dulce del género Otothyropsis, en la familia de los loricáridos. Habita en aguas templado-cálidas del centro-este de Sudamérica. 

## Taxonomía
Descripción original
Esta especie fue descrita originalmente en el año 2013 por los ictiólogos Bárbara Borges Calegari, Pablo Cesar Lehmann-Albornoz y Roberto Esser dos Reis.
Localidad tipo
La localidad tipo referida es: “Arroyo Harmonia (en las coordenadas: 24°18′19″S 50°36′23″O / -24.30528, -50.60639), afluente del río Tibagi, cuenca del río Paraná Superior), en Telêmaco Borba, estado de Paraná, Brasil”.
Holotipo
El ejemplar holotipo designado es el catalogado como: MCP 47288; se trata de una hembra adulta la cual midió 38 mm de longitud. Fue capturada por A. Costa y D. Garcia el 26 de marzo de 2012.
Etimología
Etimológicamente el término genérico Otothyropsis se construye con palabras del idioma griego, en donde: otos significa 'oído', thyris es 'ventana', al estar estrechamente emparentado al género Otothyris; mientras que opsis es lo relacionado con la 'apariencia', por lo tanto, se marca su semejanza a un Hypoptopomatinae.
El epíteto específico biamnicus se construye con palabras en latín, en donde: bi significa 'dos' y amnicus alude sobre ‘habitar en ríos’; de esta manera se hizo alusión al hecho de que esta especie habita en dos cuencas separadas.
Caracterización y relaciones filogenéticas
Entre otros rasgos, Otothyropsis biamnicus se caracteriza por poseer un pedúnculo caudal largo, serie medial de las placas laterales completa, un número más elevado de placas y porque el margen anterior del mesetmoide no está cubierto ventralmente por la placa rostral. Estas características son compartidas con O. polyodon, de la cual se puede diferenciar por presentar más corta la espina en la aleta pectoral y por tener un menor número de dientes en el dentario y en el premaxilar.

## Distribución y hábitat
Este pequeño pez es endémico del sudeste de Brasil, en los estados de Paraná y Santa Catarina. Dos cuencas poseen poblaciones, las del río Tibagi (el cual drena hacia el río Paranapanema y este al río Paraná Superior) y la cuenca del río Iguazú. Ambas pertenecen a la cuenca del Paraná, integrante a su vez de la cuenca del Plata.